# FK Jerv
Maillots
Dernière mise à jour : 11 novembre 2023.
Le Fotballklubben Jerv, plus couramment abrégé en FK Jerv, est un club norvégien de football fondé en 1921 et basé dans la ville de Grimstad.

## Histoire
Après avoir terminé premier du championnat de troisième division en 2014, le FK Jerv évolue en 1. divisjon (D2) depuis 2015.
Lors de la saison 2021 le FK Jerv parvient à monter en Eliteserien, la première division norvégienne, en sortant vainqueur de son match de barrage face au SK Brann et accède ainsi pour la première fois de son histoire à l'élite du football norvégien.

## Palmarès
| Compétitions nationales                                                 |
| ----------------------------------------------------------------------- |
| - Championnat de Norvège de troisième division (1) : - Champion : 2014. |